# METTL22
METTL22 (англ. Methyltransferase like 22) – білок, який кодується однойменним геном, розташованим у людей на 16-й хромосомі. Довжина поліпептидного ланцюга білка становить 404 амінокислот, а молекулярна маса — 44 486.
| 10         |  | 20         |  | 30         |  | 40         |  | 50         |
| ---------- |  | ---------- |  | ---------- |  | ---------- |  | ---------- |
| MVQLAPAAAM |  | DEVTFRSDTV |  | LSDVHLYTPN |  | HRHLMVRLNS |  | VGQPVFLSQF |
| KLLWSQDSWT |  | DSGAKGGSHR |  | DVHTKEPPSA |  | ETGSTGSPPG |  | SGHGNEGFSL |
| QAGTDTTGQE |  | VAEAQLDEDG |  | DLDVVRRPRA |  | ASDSNPAGPL |  | RDKVHPMILA |
| QEEDDVLGEE |  | AQGSPHDIIR |  | IEHTMATPLE |  | DVGKQVWRGA |  | LLLADYILFR |
| QDLFRGCTAL |  | ELGAGTGLAS |  | IIAATMARTV |  | YCTDVGADLL |  | SMCQRNIALN |
| SHLAATGGGI |  | VRVKELDWLK |  | DDLCTDPKVP |  | FSWSQEEISD |  | LYDHTTILFA |
| AEVFYDDDLT |  | DAVFKTLSRL |  | AHRLKNACTA |  | ILSVEKRLNF |  | TLRHLDVTCE |
| AYDHFRSCLH |  | ALEQLADGKL |  | RFVVEPVEAS |  | FPQLLVYERL |  | QQLELWKIIA |
| EPVT       |  |            |  |            |  |            |  |            |

A: Аланін

C: Цистеїн

D: Аспарагінова кислота

E: Глутамінова кислота

F: Фенілаланін

G: Гліцин

H: Гістидин

I: Ізолейцин

K: Лізин

L: Лейцин

M: Метіонін

N: Аспарагін

P: Пролін

Q: Глутамін

R: Аргінін

S: Серин

T: Треонін

V: Валін

W: Триптофан

Кодований геном білок за функціями належить до трансфераз, метилтрансфераз, фосфопротеїнів. 
Задіяний у такому біологічному процесі, як альтернативний сплайсинг. 
Білок має сайт для зв'язування з S-аденозил-L-метіоніном. 
Локалізований у ядрі.